# Eriosema stanerianum
Eriosema stanerianum är en ärtväxtart som beskrevs av Lucien Leon Hauman. Eriosema stanerianum ingår i släktet Eriosema och familjen ärtväxter. Inga underarter finns listade i Catalogue of Life.